# Sergi Saladié i Gil
Sergi Saladié i Gil (Vandellòs, 1974) és un geògraf i polític català.
És doctor en geografia per la Universitat Rovira i Virgili, postgrau en Arquitectura del Paisatge per la Universitat Politècnica de Catalunya, i Màster en Estudis Territorials i Urbanístics com a titulació conjunta de l'Escola d'Administració Pública de Catalunya, la Universitat Politècnica de Catalunya i la Universitat Pompeu Fabra, i Diploma de Tècnic Urbanista per l'Escola d'Administració Pública de Catalunya. Actualment, és professor associat al Departament de Geografia de la Universitat Rovira i Virgili.
En les eleccions al Parlament de Catalunya de 2015, va ser candidat de la Candidatura d'Unitat Popular - Crida Constituent a la circumscripció de Tarragona després de ser escollit en primàries, esdevenint diputat al Parlament de Catalunya. Va ocupar simbòlicament l'última posició de la llista del partit a la següent cita electoral. Dues legislatures després, en les eleccions del 2024, va tornar a encapçalar la candidatura del seu partit.
És autor del llibre Conflicte entre el paisatge i l'energia eòlica. El cas de les comarques meridionals de Catalunya sobre l'impacte de les centrals eòliques a les comarques del Priorat i la Terra Alta.

## Obra publicada
- Els paisatges de l'Alt Camp (Cossetània Edicions, 2014)
- Impacte econòmic de les centrals eòliques en els pressupostos municipals a Catalunya. Estudi comparatiu (Pagès Editors, 2015)[7]
- Conflicte entre el paisatge i l'energia eòlica. El cas de les comarques meridionals de Catalunya (Pagès Editors, 2018)